# 長角長頸金花蟲
長角長頸金花蟲（学名：Lilioceris nigropectoralis）为金花蟲科長頸金花蟲屬下的一个种。